# Aluminiumgalliumphosphid
Aluminiumgalliumphosphid, (AlxGa1−xP), ist ein III-V-Verbindungshalbleiter und eine Legierung aus den beiden Substanzen Aluminiumphosphid und Galliumphosphid. Der Werkstoff dient, wie die ähnliche Legierung Aluminiumgalliumindiumphosphid (AlInGaP), zur Herstellung von grünen Leuchtdioden. Der für die Farbe bzw. Wellenlänge des emittierten Lichts wesentliche Bandabstand {\displaystyle E_{\mathrm {v} }} beträgt abhängig vom Mischungsverhältnis x der beiden Ausgangssubstanzen:
{\displaystyle E_{\mathrm {v} }=(2{,}28+0{,}16\cdot x)\,\mathrm {eV} }